# Michela Cerruti
Michela Cerruti (né le 18 février 1987 à Rome) est une pilote automobile italienne ayant couru notamment en Auto GP et en Championnat de Formule E FIA.

## Biographie
Cerruti a tout d'abord étudié la psychologie à l'Université catholique du Sacré-Cœur de Milan. En 2006, son père, Aldo 'Baronio' Cerruti, pilote automobile amateur, l'inscrit à une course avec Mario Ferraris, fils de Romeo Ferraris, un important chef d'écurie et homme d'affaires. Impressionné par la « vitesse et l'instinct » de Michela, Ferraris convainc Aldo Cerruti d'engager sa fille en sport automobile.
Elle débute en championnat italien d'endurance, en 2008, sur une Alfa Romeo 147, partageant son volant avec Mario Ferraris et termine troisième du classement de sa catégorie. En 2009, sur une Abarth 500, elle termine 29e du classement général.
En 2010, elle participe aux Superstars Series, sur une Mercedes C63 AMG pour l'équipe de Romeo Ferraris et au championnat italien de GT sur une Ferrari F430.
Engagée en Superstars Series, pour une deuxième saison en 2011, Cerruti domine les deux premières séances d'essais libres de la saison à Monza. Elle termina deuxième de la première course et première de la deuxième course. Cette victoire lui permet notamment de prendre la tête du championnat,. La suite du championnat est moins fructueuse pour l'Italienne qui ne fait que six entrées dans les points ; elle termine neuvième du championnat.
La saison 2012 est constituée de plusieurs piges dans divers championnats (Blancpain GT3, European F3 Open, Mini Rushour...). Elle participe à douze courses en Coupe ATS Formule 3 sans performance notable. Elle obtient une victoire en championnat italien de GT où elle se classe dixième au général. La saison 2013 est meilleure puisqu'elle remporte une victoire en championnat d'Italie de GT, trois podiums et se classe huitième du championnat. Cette saison est marquée par sa titularisation en Championnat d'Europe de Formule 3 dans l'écurie de Romeo Ferraris. Elle ne participe qu'à trois manches et ne marque aucun point en neuf courses. Elle obtient un podium en Blancpain Endurance Series en GT3, dispute une course en Eurocup Mégane Trophy et deux dans une formule du Moyen-Orient. La même année, elle débute en Auto GP (quatre courses) et termine 19e avec cinq points.
En 2014, elle devient un élément majeur du championnat Auto GP : elle termine onze de ses douze courses dans les points et obtient trois podiums dont une victoire à l'Autodromo Enzo e Dino Ferrari d'Imola. Début juillet, l'écurie helvético-italienne Trulli Formula E Team annonce la sa titularisation pour la première saison du Championnat de Formule E FIA de monoplaces électriques. Elle pilote aux côtés de l'ancien pilote de Formule 1, Jarno Trulli et est la deuxième femme engagée avec Katherine Legge. Cette titularisation permet à l'écurie de Jarno Trulli de bénéficier du soutien de l'écurie britannique Super Nova Racing, l'équipe de Cerruti en Auto GP. Le vainqueur du Grand Prix automobile de Monaco 2004 n'hésite pas à faire l'éloge de l'Italienne qu'il considère comme « une jeune star montante » et qu'elle possède « une grande marge de progression. ».
Elle fait quatre courses et ne marque aucun point. Peu avant la cinquième course, elle décide d'arrêter la Formule E et est remplacée par Vitantonio Liuzzi. Elle se reconvertit en VLN, championnat d'endurance allemand.

## Carrière
- 2009 : Championnat italien d'endurance, 29e avec 2 points.
  - Championnat italien d'endurance de deuxième division, 10e avec 31 points.
- 2010 : Championnat italien de GT, 14e avec 2 podiums et 42 points.
- 2011 : Championnat italien d'endurance, 14e avec 5 points.
  - Championnat Superstars italien, 8e avec 1 victoire, 2 podiums, 54 points.
  - Championnat Superstats international, 9e avec 1 victoire, 2 podiums, 59 points.
- 2012 : Blancpain Endurance Series Coupe GT3 Pro-Am, 1 départ.
  - Mini Rushour, 2 départs.
  - , 15e avec 3 points.
  - Championnat italien de GT, 10e avec 1 victoire, 3 podiums et 99 points.
  - European F3 Open
    - Championnat : 6 départs.
    - Coupe : 4 départs.

  - Toyota Racing Nouvelle-Zélande, 16e avec 367 points.
- 2013 : Auto GP, 19e avec 5 points.
  - Eurocup Mégane Trophy, 17e avec 4 points.
  - Championnat italien de GT, 8e avec 1 victoire, 3 podiums, 1 pole position et 97 points.
  - Formule Moyen-Orient, 2 départs.
  - Blancpain Endurance Series Coupe GT3 Pro-Am, 9e avec 1 podium et 36 points.
  - Championnat d'Europe de Formule 3, 9 départs.
- 2014 : Auto GP, 6e avec 1 victoire, 3 podiums et 113 points.
  - Formule E, Titulaire chez Trulli Formula E Team.